# Piłka siatkowa na Letnich Igrzyskach Olimpijskich 2024 – turniej halowy kobiet (składy)
Artykuł grupuje składy wszystkich reprezentacji narodowych w piłce siatkowej, które wystąpią w Igrzyskach Olimpijskich 2024.
- Wiek na dzień 28 lipca 2024 roku.
- Przynależność klubowa na koniec sezonu 2023/2024 i na sezon 2024/2025.
- Zawodniczki oznaczone symbolem  to kapitanowie reprezentacji.
- Legenda:
Nr – numer zawodniczki
A – atakująca
L – libero
P – przyjmująca
R – rozgrywająca
Ś – środkowa

## Brazylia
Trener: José Roberto Guimarães
Asystent: Wagner Luiz Coppini Fernandes
| Nr                     | Imię i nazwisko       | Data urodzenia (wiek) | Wzrost (cm) | Klub (Sezon 2023/2024)     | Klub (Sezon 2024/2025)        | Pozycja |
| ---------------------- | --------------------- | --------------------- | ----------- | -------------------------- | ----------------------------- | ------- |
| 1                      | Nyeme Costa           | 11.10.1998 (25)       | 175         | Gerdau/Minas               |                               | L       |
| 2                      | Diana Duarte          | 22.02.1999 (25)       | 194         | THY Stambuł                | THY Stambuł                   | Ś       |
| 6                      | Thaísa                | 15.05.1987 (37)       | 196         | Gerdau/Minas               | Gerdau/Minas                  | Ś       |
| 7                      | Rosamaria Montibeller | 09.04.1994 (30)       | 186         | Denso Airybees             |                               | A       |
| 8                      | Macris Carneiro       | 03.03.1989 (35)       | 178         | THY Stambuł                | Dentil/Praia Clube            | R       |
| 9                      | Roberta Ratzke        | 28.04.1990 (34)       | 186         | ŁKS Commercecon Łódź       | THY Stambuł                   | R       |
| 10                     | Gabriela Guimarães    | 19.05.1994 (30)       | 180         | VakıfBank SK               | Prosecco Doc Imoco Conegliano | P       |
| 12                     | Ana Cristina de Souza | 07.04.2004 (20)       | 193         | Fenerbahçe Opet Stambuł    | Fenerbahçe Medicana Stambuł   | P       |
| 15                     | Ana Carolina da Silva | 08.04.1991 (33)       | 183         | Savino Del Bene Scandicci  | Savino Del Bene Scandicci     | Ś       |
| 17                     | Júlia Bergmann        | 21.02.2001 (23)       | 192         | THY Stambuł                | THY Stambuł                   | P       |
| 19                     | Tainara Santos        | 09.03.2000 (24)       | 187         | Dentil/Praia Clube         | Shanghai Bright Ubest         | A       |
| 24                     | Lorenne Teixeira      | 08.01.1996 (28)       | 184         | Osasco/São Cristóvão Saúde | Sesi Vôlei Bauru              | A       |
| Zawodniczka rezerwowa: |                       |                       |             |                            |                               |         |
| 14                     | Natália Araujo        | 10.04.1997 (27)       | 162         | Dentil/Praia Clube         | Dentil/Praia Clube            | L       |

## Chiny
Trener: Cai Bin
Asystent: Zh Yuan
| Nr                     | Imię i nazwisko | Data urodzenia (wiek) | Wzrost (cm) | Klub (Sezon 2023/2024)    | Klub (Sezon 2024/2025)        | Pozycja |
| ---------------------- | --------------- | --------------------- | ----------- | ------------------------- | ----------------------------- | ------- |
| 1                      | Yuan Xinyue     | 21.12.1996 (27)       | 201         | Tianjin Bohai Bank        |                               | Ś       |
| 2                      | Zhu Ting        | 29.11.1994 (29)       | 198         | Savino Del Bene Scandicci | Prosecco Doc Imoco Conegliano | P       |
| 3                      | Diao Linyu      | 29.03.1994 (30)       | 182         | Jiangsu Zenith Steel      |                               | R       |
| 5                      | Gao Yi          | 22.07.1998 (26)       | 193         | Shanghai Bright Ubest     |                               | Ś       |
| 6                      | Gong Xiangyu    | 21.04.1997 (27)       | 186         | Jiangsu Zenith Steel      |                               | A       |
| 7                      | Wang Yuanyuan   | 14.07.1997 (27)       | 196         | Tianjin Bohai Bank        |                               | Ś       |
| 9                      | Zhang Changning | 06.11.1995 (28)       | 193         | Jiangsu Zenith Steel      |                               | P       |
| 12                     | Li Yingying     | 19.02.2000 (24)       | 192         | Tianjin Bohai Bank        |                               | P       |
| 14                     | Zheng Yixin     | 06.05.1995 (29)       | 187         | Fujian Anxi Tiekuanyin    |                               | A       |
| 16                     | Ding Xia        | 13.01.1990 (34)       | 180         | Grupa Azoty Chemik Police |                               | R       |
| 18                     | Wang Mengjie    | 14.11.1995 (28)       | 173         | Shandong Rizhao Steel     |                               | L       |
| 21                     | Wu Mengjie      | 10.09.2002 (21)       | 189         | Jiangsu Zenith Steel      |                               | P       |
| Zawodniczka rezerwowa: |                 |                       |             |                           |                               |         |
| 22                     | Zhuang Yushan   | 28.04.2003 (21)       | 183         | Fujian Anxi Tiekuanyin    |                               | P       |

## Dominikana
Trener: Marcos Kwiek
Asystent: Wagner Roberto Rocha Pacheco
| Nr                     | Imię i nazwisko     | Data urodzenia (wiek) | Wzrost (cm) | Klub (Sezon 2023/2024)     | Klub (Sezon 2024/2025)    | Pozycja |
| ---------------------- | ------------------- | --------------------- | ----------- | -------------------------- | ------------------------- | ------- |
| 1                      | Cándida Arias       | 11.03.1992 (32)       | 194         | Azərreyl Baku              |                           | Ś       |
| 3                      | Lisvel Eve          | 10.09.1991 (32)       | 194         | CV Deportivo Géminis       |                           | Ś       |
| 5                      | Brenda Castillo     | 05.06.1992 (32)       | 167         | Allianz Vero Volley Milano | Savino Del Bene Scandicci | L       |
| 6                      | Ariana Rodríguez    | 03.11.2005 (18)       | 184         | Miami Hurricanes           |                           | R       |
| 7                      | Niverka Marte       | 19.10.1990 (33)       | 178         |                            |                           | R       |
| 8                      | Alondra Tapia       | 19.05.2004 (20)       | 193         | CV Deportivo Géminis       |                           | A       |
| 15                     | Madeline Guillén    | 04.06.2001 (23)       | 196         | Göztepe SK                 |                           | Ś       |
| 16                     | Yonkaira Peña       | 10.05.1993 (30)       | 190         | Gerdau/Minas               | Gerdau/Minas              | P       |
| 18                     | Bethania de la Cruz | 13.05.1987 (36)       | 190         | Omaha Supernovas           |                           | P       |
| 20                     | Brayelin Martínez   | 11.09.1996 (28)       | 201         | Dinamo-Ak Bars             |                           | P       |
| 21                     | Jineiry Martínez    | 03.12.1997 (26)       | 192         | Azərreyl Baku              |                           | Ś       |
| 23                     | Gaila González      | 22.06.1997 (27)       | 188         | Kuzeyboru SK               | Dinamo-Ak Bars            | A       |
| Zawodniczka rezerwowa: |                     |                       |             |                            |                           |         |
| 11                     | Geraldine González  | 18.04.2002 (22)       | 200         |                            |                           | Ś       |

## Francja
Trener: Emile Rousseaux
| Nr                     | Imię i nazwisko       | Data urodzenia (wiek) | Wzrost (cm) | Klub (Sezon 2023/2024)           | Klub (Sezon 2024/2025)           | Pozycja |
| ---------------------- | --------------------- | --------------------- | ----------- | -------------------------------- | -------------------------------- | ------- |
| 1                      | Héléna Cazaute        | 17.12.1997 (26)       | 184         | Allianz Vero Volley Milano       | Allianz Vero Volley Milano       | P       |
| 3                      | Amandine Giardino     | 30.03.1995 (29)       | 172         | Neptunes de Nantes VB            | Neptunes de Nantes VB            | L       |
| 4                      | Christina Bauer       | 01.01.1988 (36)       | 196         | Pays d’Aix Venelles              | LOVB Houston                     | Ś       |
| 7                      | Iman Ndiaye           | 13.01.2001 (23)       | 188         | VBC Chamalières                  | Keçiören Belediyesi Sigorta Shop | A       |
| 9                      | Nina Stojiljković     | 01.09.1996 (27)       | 178         | Çukurova Belediyespor            | Aydın Büyükşehir Belediyespor    | R       |
| 11                     | Lucille Gicquel       | 13.11.1997 (27)       | 189         | Nilüfer Belediyespor             | Reale Mutua Fenera Chieri        | A       |
| 15                     | Amandha Marine Sylves | 29.12.2000 (23)       | 196         | Honda Olivero San Bernardo Cuneo | Wash4Green Pinerolo              | Ś       |
| 23                     | Léandra Olinga-Andela | 12.08.1997 (27)       | 185         | Ilisiakos Volleyball             | Ilisiakos Volleyball             | Ś       |
| 63                     | Émilie Respaut        | 25.04.2003 (21)       | 176         | Neptunes de Nantes VB            | Pays d’Aix Venelles              | R       |
| 88                     | Amélie Rotar          | 24.10.2000 (23)       | 188         | Neptunes de Nantes VB            | Aeroitalia SMI Roma Volley       | P       |
| 91                     | Halimatou Bah         | 21.12.2003 (20)       | 187         | VBC Chamalières                  | Neptunes de Nantes VB            | P       |
| 99                     | Juliette Gelin        | 02.11.2001 (22)       | 162         | Levallois Paris Saint Cloud      | Allianz Vero Volley Milano       | L       |
| Zawodniczka rezerwowa: |                       |                       |             |                                  |                                  |         |
| 53                     | Maëva Schalk          | 14.12.2005 (18)       | 185         | Voléro Le Cannet                 | Voléro Le Cannet                 | P       |

## Holandia
Trener: Felix Koslowski
Asystent: Eric Meijer
| Nr                     | Imię i nazwisko | Data urodzenia (wiek) | Wzrost (cm) | Klub (Sezon 2023/2024)              | Klub (Sezon 2024/2025)              | Pozycja |
| ---------------------- | --------------- | --------------------- | ----------- | ----------------------------------- | ----------------------------------- | ------- |
| 4                      | Celeste Plak    | 26.10.1995 (28)       | 190         | Beşiktaş Ayos Stambuł               | Gerdau/Minas                        | P       |
| 5                      | Jolien Knollema | 05.01.2003 (21)       | 188         | Allianz MTV Stuttgart               | Allianz MTV Stuttgart               | P       |
| 7                      | Juliët Lohuis   | 10.09.1996 (27)       | 190         | VBC Trasporti Pesanti Casalmaggiore | VBC Trasporti Pesanti Casalmaggiore | Ś       |
| 10                     | Sarah van Aalen | 21.01.2000 (24)       | 186         | VakıfBank SK                        | Reale Mutua Fenera Chieri           | R       |
| 11                     | Anne Buijs      | 02.12.1991 (32)       | 191         | Igor Gorgonzola Novara              | Reale Mutua Fenera Chieri           | P       |
| 12                     | Britt Bongaerts | 03.11.1996 (27)       | 185         | Allianz MTV Stuttgart               | Galatasaray Daikin Stambuł          | R       |
| 16                     | Indy Baijens    | 04.02.2001 (23)       | 193         | SSC Palmberg Schwerin               | Savino Del Bene Scandicci           | Ś       |
| 18                     | Marrit Jasper   | 28.02.1996 (28)       | 180         | Allianz MTV Stuttgart               | KS DevelopRes Rzeszów               | P       |
| 19                     | Nika Daalderop  | 29.11.1998 (25)       | 189         | Allianz Vero Volley Milano          | Allianz Vero Volley Milano          | P       |
| 23                     | Eline Timmerman | 30.12.1998 (25)       | 192         | Neptunes de Nantes VB               | Galatasaray Daikin Stambuł          | Ś       |
| 25                     | Florien Reesink | 09.06.1998 (25)       | 174         | Infomaniak Genève Volley            | Allianz MTV Stuttgart               | L       |
| 26                     | Elles Dambrink  | 22.06.2003 (21)       | 186         | SSC Palmberg Schwerin               | SSC Palmberg Schwerin               | A       |
| Zawodniczka rezerwowa: |                 |                       |             |                                     |                                     |         |
| 33                     | Nova Marring    | 06.09.2001 (22)       | 184         | SSC Palmberg Schwerin               | SSC Palmberg Schwerin               | P       |

## Japonia
Trener: Masayoshi Manabe
Asystent: Shun Takahashi 
| Nr                     | Imię i nazwisko | Data urodzenia (wiek) | Wzrost (cm) | Klub (Sezon 2023/2024) | Klub (Sezon 2024/2025)        | Pozycja |
| ---------------------- | --------------- | --------------------- | ----------- | ---------------------- | ----------------------------- | ------- |
| 1                      | Koyomi Iwasaki  | 01.05.1989 (35)       | 175         | Saitama Ageo Medics    | Saitama Ageo Medics           | R       |
| 2                      | Kotona Hayashi  | 13.11.1999 (24)       | 173         | JT Marvelous           | Osaka Marvelous               | P       |
| 3                      | Sarina Nishida  | 21.05.1996 (28)       | 180         | NEC Red Rockets        |                               | P       |
| 4                      | Mayu Ishikawa   | 14.05.2000 (24)       | 175         | Il Bisonte Firenze     | Igor Gorgonzola Novara        | P       |
| 6                      | Nanami Seki     | 12.06.1999 (25)       | 171         | Toray Arrows           | Prosecco Doc Imoco Conegliano | R       |
| 8                      | Manami Kojima   | 07.11.1994 (29)       | 158         | NEC Red Rockets        | LOVB Salt Lake                | L       |
| 10                     | Arisa Inoue     | 08.05.1995 (29)       | 179         | Victorina Himeji       |                               | P       |
| 11                     | Nichika Yamada  | 24.02.2000 (24)       | 185         | NEC Red Rockets        | NEC Red Rockets               | Ś       |
| 12                     | Satomi Fukudome | 23.11.1997 (26)       | 162         | Denso Airybees         |                               | L       |
| 15                     | Airi Miyabe     | 29.07.1998 (25)       | 182         | Victorina Himeji       | Victorina Himeji              | P       |
| 20                     | Ayaka Araki     | 02.09.2001 (22)       | 187         | Hisamitsu Springs      | SAGA Hisamitsu Springs        | Ś       |
| 21                     | Yukiko Wada     | 08.01.2002 (22)       | 174         | JT Marvelous           |                               | A       |
| Zawodniczka rezerwowa: |                 |                       |             |                        |                               |         |
| 5                      | Akane Yamagishi | 08.01.1991 (33)       | 164         | Saitama Ageo Medics    |                               | L       |

## Kenia
Trener: Japheth Bulali Munala
Asystent: Josp Barasa
| Nr                     | Imię i nazwisko   | Data urodzenia (wiek) | Wzrost (cm) | Klub (Sezon 2023/2024) | Klub (Sezon 2024/2025) | Pozycja |
| ---------------------- | ----------------- | --------------------- | ----------- | ---------------------- | ---------------------- | ------- |
| 1                      | Esther Mutinda    | 21.04.1996 (28)       | 176         | Kenya Commercial Bank  |                        | R       |
| 2                      | Veronica Oluoch   | 05.06.1999 (25)       | 180         | Panionios Volley       | Panionios Volley       | P       |
| 3                      | Pamella Owino     | 26.09.2001 (22)       | 172         | Kenya Pipeline         |                        | A       |
| 4                      | Leonida Kasaya    | 10.10.1993 (30)       | 168         | Kenya Pipeline         |                        | P       |
| 6                      | Belinda Barasa    | 28.04.2001 (23)       | 188         | Kenya Commercial Bank  |                        | Ś       |
| 7                      | Emmaculate Misoki | 06.06.2003 (21)       | 184         | Kenya Pipeline         |                        | R       |
| 8                      | Trizah Atuka      | 14.04.1992 (32)       | 189         | Kenya Pipeline         |                        | Ś       |
| 11                     | Loise Simiyu      | 20.08.2001 (22)       | 182         | Kenya Pipeline         |                        | A       |
| 13                     | Juliana Namutira  | 14.05.1999 (25)       | 181         | Kenya Commercial Bank  |                        | P       |
| 15                     | Lorine Kaei       | 08.10.1999 (24)       | 179         | Kenya Prisons          |                        | P       |
| 16                     | Agripina Kundu    | 24.04.1993 (31)       | 155         | Kenya Pipeline         |                        | L       |
| 19                     | Edith Mukuvilani  | 20.07.1994 (30)       | 184         | Kenya Commercial Bank  |                        | Ś       |
| Zawodniczka rezerwowa: |                   |                       |             |                        |                        |         |
| 5                      | Sharon Chepchumba | 26.10.1998 (25)       | 183         | Kenya Commercial Bank  |                        | A       |

## Polska
Trener: Stefano Lavarini
Asystent: Nicola Vettori, Krystian Pachliński i Bartosz Sufa
| Nr                     | Imię i nazwisko         | Data urodzenia (wiek) | Wzrost (cm) | Klub (Sezon 2023/2024)              | Klub (Sezon 2024/2025)        | Pozycja |
| ---------------------- | ----------------------- | --------------------- | ----------- | ----------------------------------- | ----------------------------- | ------- |
| 1                      | Maria Stenzel           | 25.11.1998 (25)       | 167         | MOYA Radomka Radom                  | ŁKS Commercecon Łódź          | L       |
| 3                      | Klaudia Alagierska      | 02.01.1996 (28)       | 172         | ŁKS Commercecon Łódź                | ŁKS Commercecon Łódź          | Ś       |
| 5                      | Agnieszka Korneluk      | 17.10.1994 (29)       | 200         | Grupa Azoty Chemik Police           | KS DevelopRes Rzeszów         | Ś       |
| 9                      | Magdalena Stysiak       | 03.12.2000 (23)       | 203         | Fenerbahçe Opet Stambuł             |                               | A       |
| 11                     | Martyna Łukasik         | 26.11.1999 (24)       | 189         | Grupa Azoty Chemik Police           | Prosecco Doc Imoco Conegliano | P       |
| 12                     | Aleksandra Szczygłowska | 22.03.1998 (25)       | 172         | PGE Rysice Rzeszów                  | KS DevelopRes Rzeszów         | L       |
| 14                     | Joanna Wołosz           | 07.04.1990 (34)       | 181         | Prosecco Doc Imoco Conegliano       | Prosecco Doc Imoco Conegliano | R       |
| 15                     | Martyna Czyrniańska     | 13.10.2003 (20)       | 191         | Eczacıbaşı Dynavit Stambuł          | Bahçelievler Belediyespor     | P       |
| 17                     | Malwina Smarzek         | 03.06.1996 (28)       | 191         | VBC Trasporti Pesanti Casalmaggiore | Wash4Green Pinerolo           | A       |
| 26                     | Katarzyna Wenerska      | 09.03.1993 (31)       | 180         | PGE Rysice Rzeszów                  | KS DevelopRes Rzeszów         | R       |
| 41                     | Natalia Mędrzyk         | 13.01.1992 (32)       | 184         | Grupa Azoty Chemik Police           | ŁKS Commercecon Łódź          | P       |
| 95                     | Magdalena Jurczyk       | 25.10.1995 (28)       | 185         | PGE Rysice Rzeszów                  | KS DevelopRes Rzeszów         | Ś       |
| Zawodniczka rezerwowa: |                         |                       |             |                                     |                               |         |
| 30                     | Olivia Różański         | 05.06.1997 (27)       | 185         | Volley Bergamo 1991                 | Beşiktaş Ayos Stambuł         | P       |

## Serbia
Trener: Giovanni Guidetti
Asystent: Jelena Blagojević i Saim Pakkan
| Nr                     | Imię i nazwisko   | Data urodzenia (wiek) | Wzrost (cm) | Klub (Sezon 2023/2024)                 | Klub (Sezon 2024/2025)     | Pozycja |
| ---------------------- | ----------------- | --------------------- | ----------- | -------------------------------------- | -------------------------- | ------- |
| 1                      | Bianka Buša       | 25.07.1994 (29)       | 190         | VakıfBank SK                           | Aras Kargo SK              | P       |
| 2                      | Katarina Lazović  | 12.09.1999 (24)       | 182         | Galatasaray Daikin Stambuł             | Galatasaray Daikin Stambuł | P       |
| 4                      | Bojana Drča       | 29.03.1988 (36)       | 186         | Fenerbahçe Opet Stambuł                | Fenerbahçe Opet Stambuł    | R       |
| 9                      | Aleksandra Uzelac | 27.07.2004 (19)       | 188         | Fluminense FC                          | Zeren SK                   | P       |
| 10                     | Maja Ognjenović   | 06.08.1984 (39)       | 183         | Savino Del Bene Scandicci              | Savino Del Bene Scandicci  | R       |
| 11                     | Hena Kurtagić     | 27.08.2004 (19)       | 195         | Neptunes de Nantes VB                  | Allianz Vero Volley Milano | Ś       |
| 14                     | Maja Aleksić      | 06.06.1997 (27)       | 188         | Megabox Ondulati Del Savio Vallefoglia | Igor Gorgonzola Novara     | Ś       |
| 15                     | Jovana Stevanović | 30.06.1992 (32)       | 192         | Eczacıbaşı Dynavit Stambuł             | Eczacıbaşı Dynavit Stambuł | Ś       |
| 17                     | Silvija Popović   | 15.03.1986 (38)       | 175         | CSM Lugoj                              |                            | L       |
| 18                     | Tijana Bošković   | 08.03.1997 (26)       | 194         | Eczacıbaşı Dynavit Stambuł             | Eczacıbaşı Dynavit Stambuł | A       |
| 19                     | Bojana Milenković | 06.03.1997 (27)       | 185         | WK Prometej Dnipro                     | Nilüfer Belediyespor       | P       |
| 22                     | Sara Lozo         | 29.04.1997 (27)       | 186         | Saitama Ageo Medics                    | Saitama Ageo Medics        | P       |
| Zawodniczka rezerwowa: |                   |                       |             |                                        |                            |         |
| 5                      | Mina Popović      | 16.09.1994 (29)       | 187         | Lokomotiw Kaliningrad                  |                            | Ś       |

## Stany Zjednoczone
Trener: Karch Kiraly
Asystent: Tamari Miyashiro
| Nr                     | Imię i nazwisko      | Data urodzenia (wiek) | Wzrost (cm) | Klub (Sezon 2023/2024)              | Klub (Sezon 2024/2025)     | Pozycja |
| ---------------------- | -------------------- | --------------------- | ----------- | ----------------------------------- | -------------------------- | ------- |
| 2                      | Jordyn Poulter       | 31.07.1997 (26)       | 188         |                                     | LOVB Salt Lake             | R       |
| 3                      | Avery Skinner        | 25.04.1999 (25)       | 186         | Reale Mutua Fenera Chieri           | Reale Mutua Fenera Chieri  | P       |
| 4                      | Justine Wong-Orantes | 06.10.1995 (28)       | 168         | SC Potsdam                          | LOVB Omaha                 | L       |
| 7                      | Lauren Carlini       | 28.02.1995 (29)       | 185         | Aydın Büyükşehir Belediyespor       | LOVB Madison               | R       |
| 10                     | Jordan Larson        | 16.10.1986 (37)       | 188         |                                     | LOVB Omaha                 | P       |
| 11                     | Andrea Drews         | 25.12.1993 (30)       | 191         | JT Marvelous                        | LOVB Madison               | A       |
| 12                     | Jordan Thompson      | 05.05.1997 (27)       | 193         | VakıfBank SK                        | LOVB Houston               | A       |
| 15                     | Haleigh Washington   | 22.09.1995 (28)       | 190         | Savino Del Bene Scandicci           | LOVB Salt Lake             | Ś       |
| 16                     | Dana Rettke          | 21.01.1999 (25)       | 203         | Allianz Vero Volley Milano          | Eczacıbaşı Dynavit Stambuł | Ś       |
| 22                     | Kathryn Plummer      | 16.10.1998 (25)       | 201         | Prosecco Doc Imoco Conegliano       | Eczacıbaşı Dynavit Stambuł | P       |
| 23                     | Kelsey Robinson-Cook | 25.06.1992 (32)       | 188         | Prosecco Doc Imoco Conegliano       | LOVB Atlanta               | P       |
| 24                     | Chiaka Ogbogu        | 15.04.1995 (29)       | 188         | VakıfBank SK                        | LOVB Austin                | Ś       |
| Zawodniczka rezerwowa: |                      |                       |             |                                     |                            |         |
| 1                      | Micha Hancock        | 10.11.1992 (31)       | 180         | VBC Trasporti Pesanti Casalmaggiore | LOVB Houston               | R       |

## Turcja
Trener: Daniele Santarelli
Asystent: Recep Vatansever
| Nr                     | Imię i nazwisko  | Data urodzenia (wiek) | Wzrost (cm) | Klub (Sezon 2023/2024)     | Klub (Sezon 2024/2025)      | Pozycja |
| ---------------------- | ---------------- | --------------------- | ----------- | -------------------------- | --------------------------- | ------- |
| 1                      | Gizem Örge       | 26.04.1993 (31)       | 170         | Fenerbahçe Opet Stambuł    | Fenerbahçe Medicana Stambuł | L       |
| 3                      | Cansu Özbay      | 17.10.1996 (28)       | 182         | VakıfBank SK               | VakıfBank SK                | R       |
| 4                      | Melissa Vargas   | 16.10.1999 (24)       | 195         | Fenerbahçe Opet Stambuł    | Fenerbahçe Medicana Stambuł | A       |
| 7                      | Hande Baladın    | 01.09.1997 (26)       | 189         | Eczacıbaşı Dynavit Stambuł | Eczacıbaşı Dynavit Stambuł  | A       |
| 9                      | Meliha Diken     | 17.09.1993 (31)       | 189         | Fenerbahçe Opet Stambuł    | Fenerbahçe Medicana Stambuł | P       |
| 12                     | Elif Şahin       | 19.01.2001 (23)       | 189         | Eczacıbaşı Dynavit Stambuł | Eczacıbaşı Dynavit Stambuł  | R       |
| 14                     | Eda Erdem Dündar | 22.06.1987 (37)       | 188         | Fenerbahçe Opet Stambuł    | Fenerbahçe Medicana Stambuł | Ś       |
| 17                     | Derya Cebecioğlu | 24.10.2000 (23)       | 182         | Kurobe Aqua Fairies        | VakıfBank SK                | P       |
| 18                     | Zehra Güneş      | 07.07.1999 (25)       | 198         | VakıfBank SK               | VakıfBank SK                | Ś       |
| 19                     | Aslı Kalaç       | 13.12.1995 (28)       | 185         | Fenerbahçe Opet Stambuł    | Fenerbahçe Medicana Stambuł | Ś       |
| 22                     | Ilkin Aydın      | 05.01.2000 (24)       | 179         | Galatasaray Daikin Stambuł | Galatasaray Daikin Stambuł  | P       |
| 99                     | Ebrar Karakurt   | 17.01.2000 (24)       | 196         | Lokomotiw Kaliningrad      | Lokomotiw Kaliningrad       | A       |
| Zawodniczka rezerwowa: |                  |                       |             |                            |                             |         |
| 21                     | Beyza Arıcı      | 27.07.1995 (29)       | 193         | Eczacıbaşı Dynavit Stambuł | Eczacıbaşı Dynavit Stambuł  | Ś       |

## Włochy
Trener: Julio Velasco
Asystent: Massimo Barbolini i Lorenzo Bernardi
| Nr                     | Imię i nazwisko     | Data urodzenia (wiek) | Wzrost (cm) | Klub (Sezon 2023/2024)                 | Klub (Sezon 2024/2025)                 | Pozycja |
| ---------------------- | ------------------- | --------------------- | ----------- | -------------------------------------- | -------------------------------------- | ------- |
| 1                      | Marina Lubian       | 11.04.2000 (24)       | 193         | Prosecco Doc Imoco Conegliano          | Prosecco Doc Imoco Conegliano          | Ś       |
| 3                      | Carlotta Cambi      | 28.05.1996 (28)       | 177         | Wash4Green Pinerolo                    | Wash4Green Pinerolo                    | R       |
| 6                      | Monica De Gennaro   | 08.01.1987 (37)       | 172         | Prosecco Doc Imoco Conegliano          | Prosecco Doc Imoco Conegliano          | L       |
| 8                      | Alessia Orro        | 18.07.1998 (26)       | 180         | Allianz Vero Volley Milano             | Allianz Vero Volley Milano             | R       |
| 9                      | Caterina Bosetti    | 02.02.1994 (30)       | 180         | Igor Gorgonzola Novara                 | VakıfBank SK                           | P       |
| 11                     | Anna Danesi         | 20.04.1996 (28)       | 195         | Igor Gorgonzola Novara                 | Allianz Vero Volley Milano             | Ś       |
| 17                     | Myriam Sylla        | 08.01.1995 (29)       | 184         | Allianz Vero Volley Milano             | Allianz Vero Volley Milano             | P       |
| 18                     | Paola Egonu         | 18.12.1998 (25)       | 195         | Allianz Vero Volley Milano             | Allianz Vero Volley Milano             | A       |
| 19                     | Sarah Fahr          | 12.09.2001 (22)       | 191         | Prosecco Doc Imoco Conegliano          | Prosecco Doc Imoco Conegliano          | Ś       |
| 21                     | Loveth Omoruyi      | 25.08.2002 (21)       | 185         | Reale Mutua Fenera Chieri              | Reale Mutua Fenera Chieri              | P       |
| 24                     | Ekaterina Antropova | 19.03.2003 (21)       | 202         | Savino Del Bene Scandicci              | Savino Del Bene Scandicci              | A       |
| 27                     | Gaia Giovannini     | 17.12.2001 (22)       | 182         | Megabox Ondulati Del Savio Vallefoglia | Megabox Ondulati Del Savio Vallefoglia | P       |
| Zawodniczka rezerwowa: |                     |                       |             |                                        |                                        |         |
| 5                      | Ilaria Spirito      | 20.02.1994 (30)       | 174         | Reale Mutua Fenera Chieri              | Reale Mutua Fenera Chieri              | L       |